# جام باشگاه‌های تهران ۱۳۵۱
جام باشگاه‌های تهران ۱۳۵۱ دوره‌ای از مسابقات جام باشگاه‌های تهران بود که در آبان ماه سال ۱۳۵۱ آغاز شد و در ۲۷ اسفند ۱۳۵۱ به پایان رسید. این دوره از مسابقات با شرکت ۱۶ تیم در یک گروه انجام شد و در پایان تیم تاج به عنوان قهرمانی دست یافت و تیم عقاب در جایگاه دوم جدول ایستاد و تیم پاس نیز سوم شد.

## جدول رده‌بندی
منبع
| رتبه | باشگاه   | بازی | برد | مساوی | باخت | گل‌زده | گل‌خورده | امتیاز |
| ---- | -------- | ---- | --- | ----- | ---- | ----- | ------- | ------ |
| ۱    | تاج      | ۱۵   | ۱۲  | ۳     | ۰    | ۲۸    | ۵       | ۲۷     |
| ۲    | عقاب     | ۱۵   | ۱۱  | ۲     | ۲    | ۲۲    | ۶       | ۲۴     |
| ۳    | پاس      | ۱۵   | ۶   | ۸     | ۱    | ۱۹    | ۵       | ۲۰     |
| ۴    | گارد     | ۱۵   | ۸   | ۴     | ۳    | ۲۷    | ۱۵      | ۲۰     |
| ۵    | برق      | ۱۵   | ۷   | ۴     | ۴    | ۱۸    | ۱۴      | ۱۸     |
| ۶    | بانک ملی | ۱۵   | ۷   | ۲     | ۶    | ۱۸    | ۱۴      | ۱۶     |
| ۷    | قصر یخ   | ۱۵   | ۴   | ۷     | ۴    | ۱۱    | ۱۲      | ۱۵     |
| ۸    | آتش‌نشانی | ۱۵   | ۴   | ۶     | ۵    | ۱۴    | ۱۴      | ۱۴     |
| ۹    | پرسپولیس | ۱۵   | ۵   | ۴     | ۶    | ۱۲    | ۱۵      | ۱۴     |
| ۱۰   | راه‌آهن   | ۱۵   | ۴   | ۶     | ۵    | ۱۱    | ۱۴      | ۱۴     |
| ۱۱   | آرارات   | ۱۵   | ۳   | ۶     | ۶    | ۱۰    | ۱۴      | ۱۲     |
| ۱۲   | افسر     | ۱۵   | ۳   | ۵     | ۷    | ۸     | ۱۴      | ۱۱     |
| ۱۳   | شهربانی  | ۱۵   | ۳   | ۵     | ۷    | ۹     | ۲۱      | ۱۱     |
| ۱۴   | په له    | ۱۵   | ۲   | ۶     | ۷    | ۶     | ۱۵      | ۱۰     |
| ۱۵   | اقبال    | ۱۵   | ۴   | ۲     | ۹    | ۱۲    | ۲۲      | ۱۰     |
| ۱۶   | تهران    | ۱۵   | ۰   | ۴     | ۱۱   | ۱۰    | ۳۳      | ۴      |

## گلزنان برتر
| # | گلزنان       | تعداد گل | تیم       |
| - | ------------ | -------- | --------- |
| ۱ | حسن ابراهیمی | ۱۱       | بانک ملی  |
| ۲ | اصغر شرفی    | ۹        | پاس       |
| ۳ | خسرو بهزادی  | ۸        | آتش نشانی |
|   | علی جباری    | ۸        | تاج       |
| ۵ | حبیب علیزاده | ۷        | گارد      |